# Marathóni csata
A marathóni csata (ógörögül: Μάχη τοῦ Μαραθῶνος) a görög–perzsa háborúk egyik legjelentősebb ütközete, amely Athén és a perzsák között zajlott i. e. 490-ben. I. Dareiosz hadai ütköztek meg a Miltiadész vezette görög sereggel. A csata, mely görög győzelemmel végződött, nagyrészt Hérodotosz leírásából ismert.

## A csata helye a háború történetében
I. e. 500/499-ben a kis-ázsiai iónok Arisztagorasz milétoszi türannosz vezetésével fellázadtak a perzsa uralom ellen. Az ión felkelést két görög polisz, Athén és Eretria is támogatta, inkább csak jelképes haderővel.
I. Dareiosz perzsa uralkodót – bár a felkelést sikeresen leverte – az események arról győzték meg, hogy az Égei-tenger feletti uralma csak akkor lesz szilárd, ha nyugat felől, a szárazföldi Görögországban is biztosítja azt. A háborúra az szolgáltatott ürügyet, hogy az athéniak a felkelés támogatásával megszegték az i. e. 508-ban a perzsákkal kötött szerződést.
Az első támadás i. e. 492-ben indult, azonban érdemi ütközet nélkül kudarcba fulladt. Ezt követően Dareiosz diplomáciai úton próbálkozott: követeket küldött a görög városokba, hogy földet és vizet kérjenek. Több terület eleget tett a követelésnek, ezzel elismerve a perzsák fennhatóságát.
(A föld és víz kérésének szimbolikus ereje a magyar történeti mondakörben is tovább él, lásd a fehér ló mondáját.) Az athéniak és a spártaiak azonban Hérodotosz tudósítása szerint nemcsak visszautasították Dareiosz követelését, hanem a követeket is megölték, ami a korabeli joggal éppúgy ellentétes volt, mint manapság. Athénban szakadékba, Spártában pedig kútba lökték a követeket, mondván, hogy vigyenek onnan földet és vizet a királynak. Ezt követően indult a második támadás, melynek fő célpontja Athén volt. A hadjárat fő ütközetére Marathónnál került sor.
A csatát követően tízéves szünet állt be a görög–perzsa háborúban, részben Dareiosz i. e. 486-ban bekövetkezett halála, illetve más népek Perzsia elleni lázadásai miatt. Semmiképpen sem értelmezhetjük azonban úgy ezt a szünetet, hogy a marathóni csata megrendítette volna a perzsa birodalmat.

## A szemben álló felek

### A perzsa haderő
A perzsák fő ereje a lovas és gyalogos íjászokban rejlett, akik gyors mozgással váratlan csapást mértek az ellenségre, majd visszahúzódtak, hogy más irányból támadjanak. Ezért a perzsák kerülték a közelharcot, mert az íjak nagyobb távolságból hatékonyak, s mert könnyű vértjük és pajzsuk nem nyújtott elegendő védelmet.
A sereg két vezére Datisz és Artaphrenész vagy Artaphernész, Dareiosz ugyanilyen nevű testvérének fia volt. Katonai tanácsadóként magukkal vitték Peiszisztratosz fiát, Hippiaszt, Athén elűzött türannoszát is, aki addig a perzsa udvarban élt, s akit Dareiosz most Athén élére akart állítani, hogy az ő érdekeit képviselje görög földön.
A perzsa seregben a leigázott területek lakói, így görögök (aiolok és iónok) is nagy számban szolgáltak, perzsák valószínűleg fele részben sem. A gyalogos íjászok jobbára különféle kis-ázsiai, közép-ázsiai, mezopotámiai, arab, egyiptomi és a Perzsa Birodalomhoz tartozó leigázott népek fiai voltak. A lovasság egy része sem volt perzsa, hanem közép-ázsiai, vagy a mai Afganisztán területéről származó lovas nomád harcosokból állt.

### Az athéni haderő

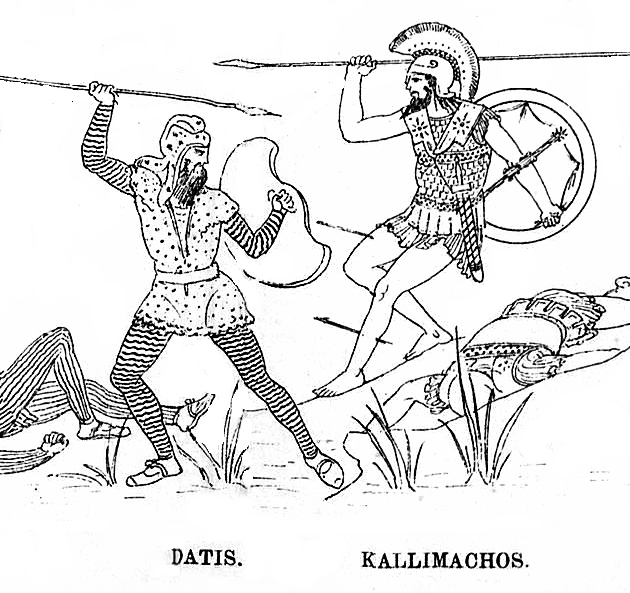
Datisz és Kallimakhosz összecsapása a Sztoa Poikilé képén (rekonstruált ábra)

Az athéniak csak nehéz gyalogsággal, hoplitákkal készültek az ütközetre, rövid vaskarddal és három méter hosszú, vashegyű lándzsával felszerelve. Bronzsisakjuk az orrot és az arcot is védte. Mellvértet, lábszárpáncélzatot, kezükön bőrbandázst viseltek, és nehéz bronzpajzzsal (aszpisz) védték a testüket. Ez a felszerelés elsősorban a közelharcra tette alkalmassá őket. Harci alakzatuk a phalanx volt: zárt hadrendben, egymást fedezve és a nehéz felszerelésük nyújtotta lendületet is kihasználva harcoltak. A phalanx valóságos lándzsaerdő volt.
A perzsa támadás idején Spárta segíteni akart Athénnek, de egy vallási törvény miatt nem tehették, ugyanis a spártaiaknak holdtölte idején tilos volt fegyvert fogniuk. Holdtölte után azonnal elindult a körülbelül 2000 fős spártai sereg és három nap alatt Athénba értek, de a csatát mégis lekésték. Így a plataiaiak csapata támogatta az athéniakat. Ők már korábban Athén védelme alá helyezték magukat, s egy ezerfős erővel jelentek meg a csata színhelyén. A spártaiak holdtölte után megérkeztek, megnézték a marathóni csatateret, megdicsérték a győztes athénieket, és hazatértek.

### Létszámok
Hagyományosan óriási perzsa túlerőről szokás beszélni a marathóni csata kapcsán, ez azonban vélhetően nem felel meg a valóságnak. Az ókori források több százezres seregről is beszélnek. Egy modern becslés szerint, mely a tengeri szállítás lehetőségein alapul, valószínűleg 25 000 fő körül lehetett a perzsa sereg, amely útközben még apadt is, mert a szigetvilág sok megszállt területén kellett helyőrséget hagyniuk. Ezt figyelembe véve reális becslésnek tűnik, hogy Marathón mezejére már csak húszezer perzsa (illetve a perzsák szolgálatára kényszerített más nemzetiségű) katona érkezett.
Az athéniak tízezer harcost állítottak ki, akikhez csatlakozott az ezer plataiai katona. Mivel a csatában végül nem vett részt a perzsa lovasság, még az is elképzelhető, hogy az ütközet kiegyenlített erőviszonyok vagy akár görög létszámfölény mellett zajlott. Pontos források nem állnak rendelkezésre, csak becslések, az azonban nagyon valószínűtlen, hogy többszörös túlerőben lettek volna a perzsák.

## Közvetlen előzmények

### A perzsa sereg közeledése

A térképen a zöld vonal mutatja a perzsák 490. évi útvonalát. A barna vonal a két évvel korábbi kudarcos hadjárat, a sárga pedig az i. e. 480. évi támadás útvonala. A piros részek a perzsákkal szemben álló görög államokat, a zöldek a perzsa vazallusokat, a kékek pedig a semleges területeket jelölik

A perzsák okultak az i. e. 492. évi hadjárat kudarcából, amikor is a part mentén hajózva a viharon kívül a szárazföldi seregük elleni thrák támadást is el kellett szenvedniük. Ezúttal más úton, a Küklaszok szigeteit érintve közeledtek. Útközben leigázták az ión felkelés kirobbanásában szerepet játszott Naxoszt és több más szigetet is. Déloszt, a görögök szent helyét azonban megkímélték.
Euboia szigetére érve a perzsák lerombolták Eretriát is, hogy bosszút álljanak rajta az ión felkelés támogatásáért, lakóit pedig Dareiosz parancsára magukkal hurcolták rabszolgának. Hazatérve a nagykirály elé vezették őket, aki megkímélte az életüket, s birodalma belsejében telepítette le őket.
Eretria elpusztítása után visszafordultak Attika felé, s a marathóni síkon kötöttek ki. Ez a hely – az erősen hegyes Attika part menti síkságainak egyike – volt ugyanis a legalkalmasabb Athén környékén a lovas csatára. Másrészt ez a terület a Peiszisztratidák, azaz Peiszisztratosz családjának befolyási övezetéhez tartozott, s ezért Hippiasz bízhatott a család egykori szövetségeseinek támogatásában. Vesztükre azonban az öböl védett sarkában, távolabb az ütközet tényleges helyszínétől, egy mocsár mellett horgonyozták le hajóikat.

## A csata lefolyása
Athén egymagában szállt szembe a perzsákkal, Spárta – csakúgy, mint Milétosz segélykérésekor – kifogással élt, ezúttal vallásival: holdtölte előtt nem szállhattak harcba. Marathónnál a hadvezetés csodája történt, melyet a görög sportszellem – azaz a nehézfegyverzetű hopliták fáradhatatlansága – támogatott. A csata lefolyását legalább két verzióban lehet rekonstruálni.

A csata

Az ismertebb szerint a görögök támadtak, az úgynevezett „beroppanó alakzatban” az épp (újra) behajózó perzsa lovasságra. Ez a taktika a hadicselek iskolapéldája, s bár az ókor óta rengeteg alkalommal bevetették, ritkán maradt hatástalan. A görögök egyenes arcvonalának közepe hamar meghátrált, s a perzsák benyomultak a keletkező horpadásba, mely gyorsan félkörré és egész körré alakult át. A perzsák ketté akarták vágni a görögök seregét, ehelyett az elbizakodott gyalogságukat teljesen bekerítették a szárnyakról. A perzsák legnagyobb része holtan maradt Marathón mezején. Ugyanennek a felállásnak egy másik lehetséges értelmezése szerint Miltiádész éppen azért szándékosan vékonyította el arcvonala közepét, mert észrevette, hogy a perzsa hadrendben középen vannak a legjobb alakulatok, azaz ily módon remélte a legkisebb emberveszteséget, a bekerítés pedig a csata lefolyásából következett, nem pedig tervezett módon.

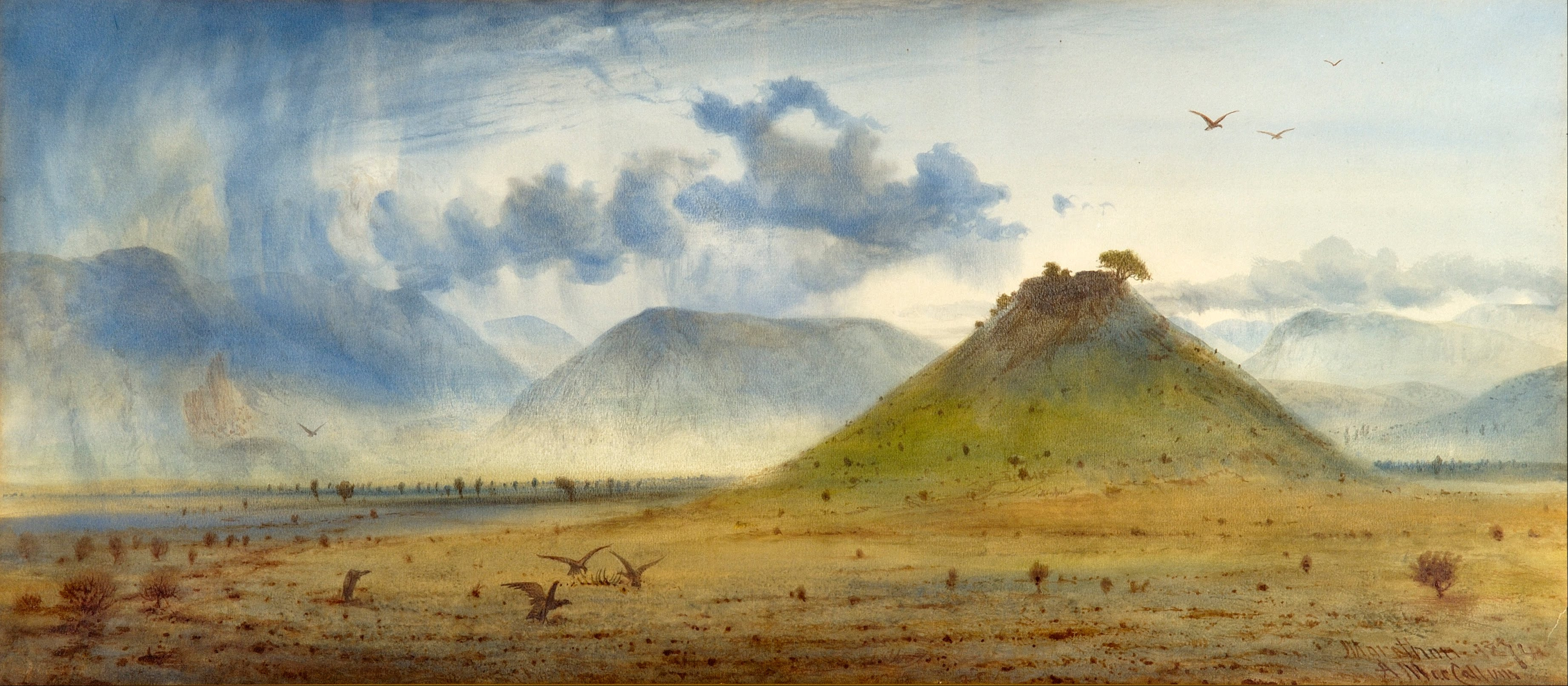
MacCallum Andrew: Marathóni csatatér

A köztudatba a fentebb vázolt menet ment át, de valójában nagy a bizonytalanság e téren. Hérodotosz előzményképp mindössze annyit közölt, hogy a perzsa lovasság nem volt a helyén, azaz a görög gyalogság valójában csak a perzsa gyalogsággal állt szemben, nem a teljes perzsa „összfegyvernemi” hadsereggel. Ennek a körülménynek valódi oka teljesen ismeretlen. Lehet, hogy még nem foglalták el hadállásaikat, de sokkal inkább elképzelhető, hogy megunván az immár nyolc napos várakozást, valóban megkezdték a behajózást, hogy ha már Miltiádész napok óta nem mozdult a hopliták phalanxával, máshol próbáljanak partra szállni, közelebb Athénhoz. De mivel a görög sereg egyes források szerint hajnalban támadott, még az is lehet, hogy éppen itatni voltak. Ezt erősíti meg az a tudósítás, hogy a perzsa lovasság bevethető része elakadt az északi mocsarakban. Annyi bizonyos, hogy a perzsa főerőt jelentő lovasság egyáltalán nem került bevetésre. A hajókapacitásokból, hadtáplehetőségekből számítható perzsa haderő körülbelül 20 000 főre tehető, és ha ebből levonjuk a lovasság létszámát, körülbelül 10-11 000 fős gyalogsági haderőt kapunk, mely végül a görögökkel szembeszállt. Hérodotosz adata (100 000 gyalogos és 9000 lovas) erősen túlzó, amit az is mutat, hogy szintén Hérodotosz szerint 6400 perzsa maradt a csatatéren - ettől egy százezres sereg nem menekül a tengerbe. A reálisabb adat alapján azonban ez a 6400 áldozat a partra szálltaknak több mint fele, vagyis számottevő veszteség.
A perzsák részéről valamilyen akadályoztatás feltételezése szinte adja magát abból a tényből következően, hogy Miltiádész óriási kockázatot vállalt a támadással: egyfelől mindenki tudta, hogy bosszúra szomjazik, tehát ha kudarcot vall, mindenki az ő bosszúvágyát okolja majd, másfelől pedig másnapra várták a spártaiak megérkezését, tehát vereség esetén még a felesleges türelmetlenség és dicsvágy gyanúja is rávetülhetett volna. Miltiádész ezen okokból biztosan nem vállalt volna felesleges kockázatot, tehát a taktika és az időpont megválasztása nem lehetett véletlenszerű!

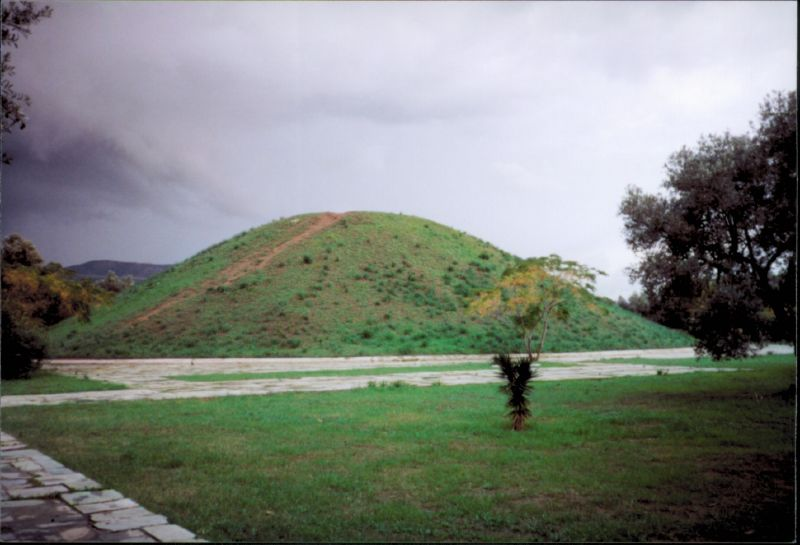
Halomsír (tumulusz) a csatatér közelében

A csata kapcsán tehát a perzsák számbeli fölényéről nemigen beszélhetünk, hiszen a görögök is képesek voltak mintegy 12 000 főt kiállítani. (Kilencezer athéni és 1000 plataiai hoplita, összesen tízezer nehézfegyverzetű, valamint mintegy kétezer gymnoi, azaz könnyűfegyverzetű gyalogos.) A közelharchoz nem szokott, könnyűfegyverzetű perzsa gyalogság pedig mind kiképzésben, fegyverzetben, mind tényleges harcértékben lényegesen „alulmúlta” a hoplitákat, sőt a görög kisegítő könnyűfegyverzetű gyalogságot is. A lovasság támogatása nélkül gyakorlatilag tehetetlenek voltak a jól képzett, és jobban felfegyverzett és -vértezett görögökkel szemben. Miltiádész hadvezéri zsenije az időhúzó taktikában – volt idege-türelme kivárni a lovasság bevethetetlenségét –, és ami a phalanxtól szokatlan rohamozásban mutatkozott meg. A perzsáknak így egyszerűen nem volt módjuk, idejük, alkalmuk arra, hogy hajítódárdájukat és íjukat megfelelően használják Az elesett 192 görög nagyobb része - minden bizonnyal - még a rohamozás közben kapott sebet. A perzsa távolfegyvereknek a hoplita roham alatt legfeljebb egy „sortűznyi” idejük volt. Amikorra a két sereg közvetlen kontaktusba („harcérintkezésbe”, azaz közelharcba) került, a perzsáknak fikarcnyi esélyük sem maradt. Miltiádész stratégiája az erőviszonyokat a görögök javára változtatta meg, taktikájában pedig kihasználta a hopliták adottságait - győzelme ennek tudható be. A „sportszellem” a teljes fegyverzetben és vértben rohamozó hoplitákat segítette erőfeszítéseikben, ahogyan a pánhellén játékokon i. e. 520-ban bevezetett fegyveres futás is mutatja.

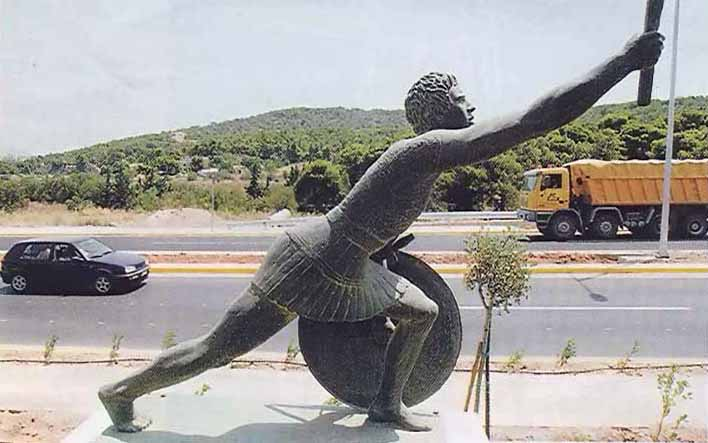
Pheidippidész bronzszobra a maratoni országút mellett

## A marathóni futó legendája
A legenda szerint a hírnök, aki Athénba elvitte a győzelem hírét, úgy kimerült a futástól, hogy odaérve csak annyit bírt mondani, hogy „Győztünk!”, és holtan esett össze. Futása inspirálta a maratoni futást, melyet először az 1896. évi nyári olimpiai játékok során rendeztek meg, hossza ma 42,195 méter (~42 km).
Ez az esemény valószínűleg sosem történt meg. Már csak azért sem, mert a marathóni győztes görögök az egész seregükkel futottak egészen Phaléronig, ahol ezzel megakadályozták az ismételt perzsa partraszállást.

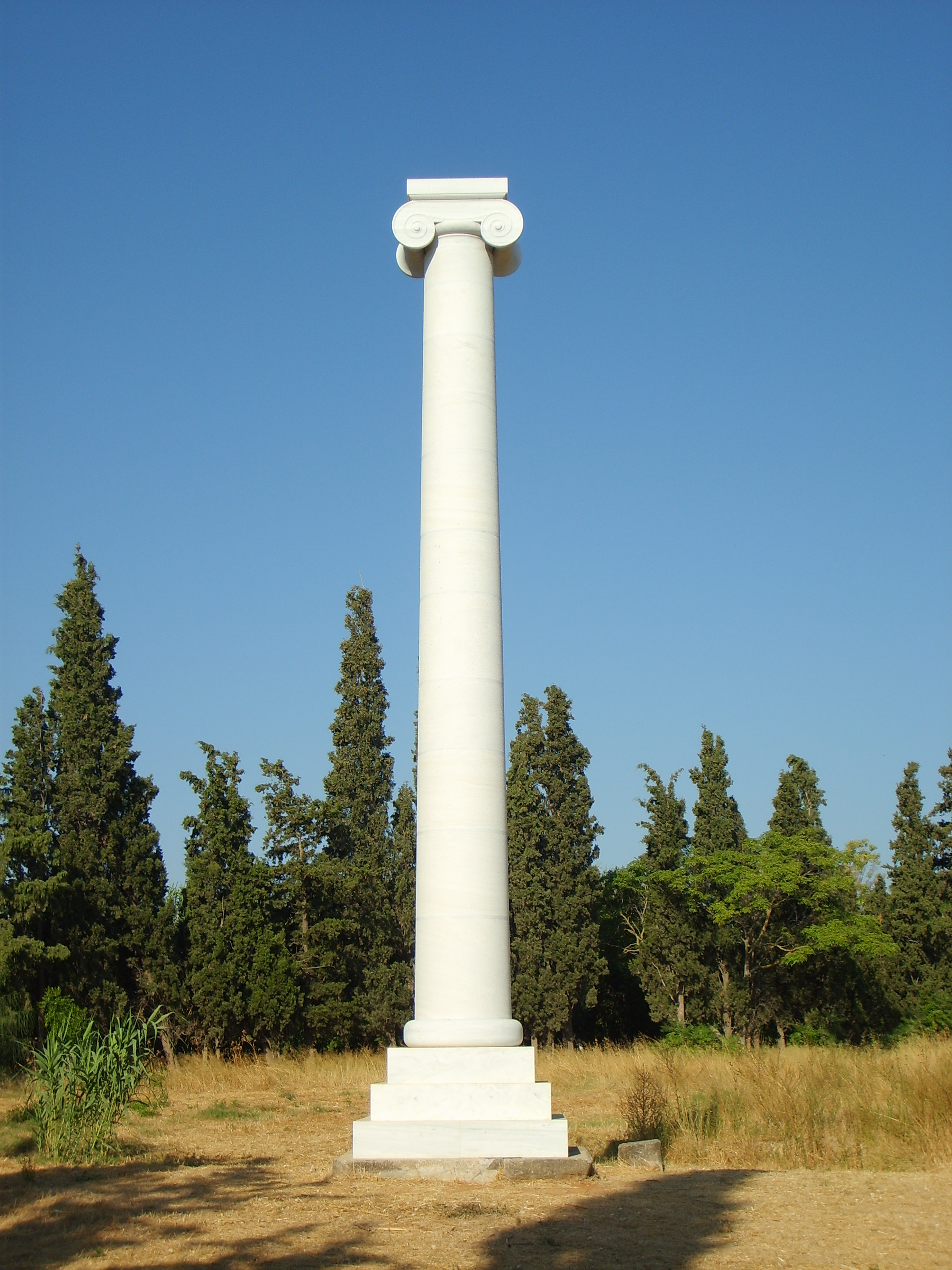
A csata emlékoszlopa

## Emlékezete
2010-ben Görögország a csata 2500. évfordulójára 2 eurós emlékérmét bocsátott ki.